# 25157 Fabian
25157 Fabian este o planetă minoră (asteroid) din centura de asteroizi. A fost descoperită pe 16 septembrie 1998 la Stația Anderson Mesa de Lowell Observatory Near-Earth-Object Search și a fost numită după Andrew C. Fabian⁠(d). 
Obiectul prezintă o orbită caracterizată de o semiaxă mare de 3,1134231 UAi, o excentricitate de 0,19, o înclinație de 1,41891 ° în raport cu ecliptica.